# Walter Rabe
Walter Rabe (* 19. Mai 1936 in Stuttgart; † 6. Dezember 2021 in Heilbronn) war ein deutscher Künstler, Zeichner, Grafiker und Hochschulprofessor.

## Leben
1951 studierte Walter Rabe an der Höheren Graphischen Fachschule Stuttgart bei Leo Schobinger. Von 1954 bis 1959 absolvierte er ein Studium an der Staatlichen Akademie der Bildenden Künste Stuttgart bei Karl Rössing. Nach seinem Abschluss 1960 wurde Rabe dort Lehrbeauftragter für Druckgrafische Techniken bei Karl Rössing und nach dessen Ausscheiden bei Gunter Böhmer. In dieser Zeitspanne edierte er Radierungen des Kunstmalers Felix Hollenberg
und wirkte als Autor bei der Publikation Grafische Zyklen mit dem damaligen Direktor der Galerie der Stadt Stuttgart Eugen Keuerleber und dem Illustrator Robert Förch mit.
Von 1966 bis 1971 unterrichtete Walter Rabe Freie Grafik und Illustration an der Werkkunstschule in Kassel. Diese wurde 1971 in die Gesamthochschule Kassel eingegliedert, 1993 zur Universität-Gesamthochschule Kassel umbenannt und im Jahr 2000 zur Kunsthochschule Kassel. 1971 bis 2001 lehrte Walter Rabe im Fachbereich der Visuellen Kommunikation Freie Zeichnung, Grafik und Märchenillustration. Sein Nachfolger wurde Hendrik Dorgathen, der seit 2003 Comic und Illustration unterrichtet.
Walter Rabe ist bekannt für seine Originalgrafiken zu Märchen und Fabelthemen, die seit den 1960ern in Auktionshäusern gehandelt werden. 1990 erschien der Katalog zur Wanderausstellung der Staatsgalerie Stuttgart Aspekte zeitgenössischer Kunst in Baden-Württemberg.
2001 hatte Walter Rabe eine Einzelausstellung im Brüder-Grimm-Museum in Kassel.